# Anthemis brachycentra
Anthemis brachycentra là một loài thực vật có hoa trong họ Cúc. Loài này được J.Gay mô tả khoa học đầu tiên.